# 白求恩模范病室旧址
38°44′43″N 113°34′36″E / 38.745155°N 113.576682°E
白求恩模範病室舊址，位於山西省忻州市五台县耿镇镇松岩口村，是第二批全國重點文物保護單位的革命遺址及革命紀念建築物之一。病室由寺廟改建而成，是典型的四合院，共建有三所正廳、四所耳房和七所房屋，在中國抗日戰爭時曾經是白求恩執業的地方，因被侵華日軍焚燬而在1974年重建。白求恩模範病室舊址在1982年被列为全国重点文物保护单位。

## 歷史

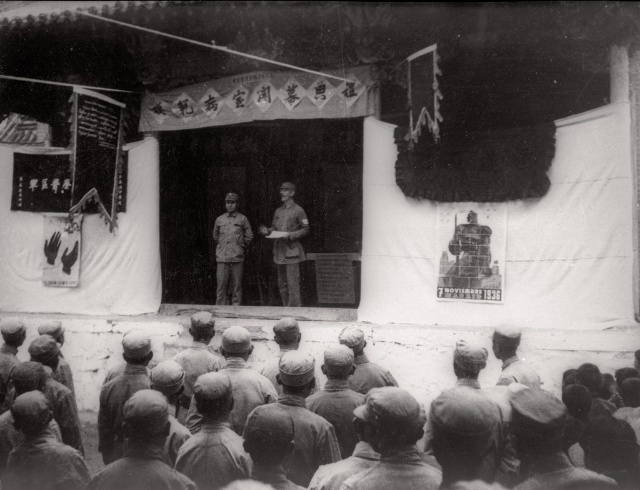
白求恩模範病室建成典禮

在中國抗日戰爭期間的1938年3月，加拿大醫生白求恩率领医疗队至中國延安，並在同年5月轉到晋察冀边区五台县工作。他视察了當地的医院，發現药物和醫療器械严重短缺、医护人员的技术水平也很低，令他感到难以开展醫療工作。於是白求恩決定成立一所标准化的示范医院，以作為醫療和教学的用途。他就此向毛澤東撰寫報告，並向聂荣臻提出設立示范医院的建議；聂荣臻起初认为示范医院會因前线形势的变化而难於维护，但他與叶青山商議後同意了白求恩的建議。
该医院由白求恩親自設計和施工，把一座龍王廟改建為外科病室，設有手術室、消毒室、醫務室和洗滌室，用以救治戰爭的傷員、培訓醫務幹部；同时他让村內的工匠也参与到修建工程当中，修建人员一起在白求恩的指导下改建房舍、修葺门窗、製造医疗器械。医院在1938年9月15日落成，此後被晉察冀軍區後方醫院稱為「白求恩模範病室」；聂荣臻、宋劭文、胡仁奎等人出席了模範病室的落成典禮，白求恩被任命為院长。模范病室用以救治戰爭的傷員，但主要的用途是培訓醫務人员，向各个根据地的医疗人员提供临床教学。
在白求恩模範病室落成典礼的一个星期後，侵华日军进攻晋察冀边区，模範病室組織了多個战地医疗队，在抗日前线工作。過了不久，白求恩模範病室因三光政策而遭到日军焚毁，只剩下一棵松树和门楼未被毀壞。中华人民共和国成立后，1974年根據原貌得以重建。

## 結構

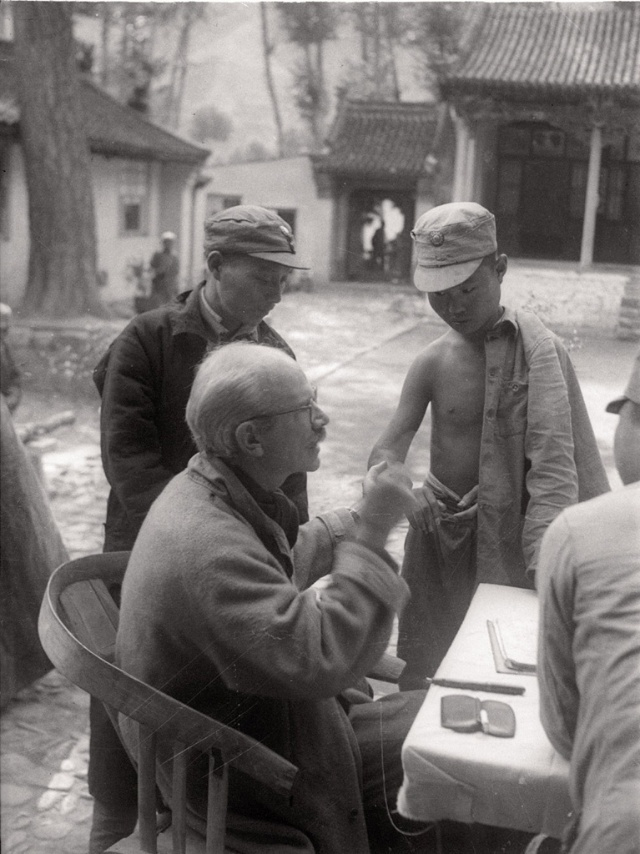
白求恩在病室為八路军伤兵看病

白求恩模範病室是一座典型的四合院，長41公尺、寬28公尺，面積為1,148平方公尺，共建有三所正厅、四所耳房和七所房屋。白求恩模范病室旧址的大门朝南，院墙前方有一塊写有「全国重点文物保护单位」的石刻牌，墙上寫着「白求恩模范病室旧址」。四合院东面的两所耳房是医务室，由财神庙改建而成，修復後陳設了送药箱，而院门东面的小耳房則用作洗涤室；西面的两所耳房是消毒室，原是瘟神庙，修復後放置了消毒笼。四合院的东侧有七所病房，中间的三所病房住了刚完成外科手術的伤者，兩所病房住了重伤的伤者，另外兩所住了轻伤的伤者；西侧没有房屋。北面三所正厅是龙王庙改建而成的手术室，修復後有白布包裹四周，房的中間有一张手术台，並陈列了一些医疗器械；南侧本來是龙王庙的戏台，修復後放置了白求恩的雕像。四合院中間有一棵大松樹。

## 保護和開發
中華人民共和國成立後，國家文物局在1974年撥出款項修復白求恩模範病室舊址，按原貌重建之，而室內的陳設亦是按照原樣。除了修復工程外，病室舊址的東面設立了「纪念白求恩陈列室」，陈列室後來改为「白求恩纪念馆」。纪念馆有一個六米多高的汉白玉题字塔，刻上了毛澤東《纪念白求恩》全文，以及徐向前、聂荣臻和薄一波褒揚白求恩的題字；纪念馆有白求恩的雕像、關於白求恩行醫的图片，以及工作汇报、信件、日记、医疗器械等文物。
白求恩模範病室舊址在1982年2月23日被列入第二批全國重點文物保護單位的「革命遺址及革命紀念建築物」，国家文物局由此呼籲各地政府做好文物保护和管理工作，為文物划出保护范围、作出标志说明、建立纪录。截至2015年，白求恩模範病室舊址是中国境内保护规格最高的白求恩相關文物保护单位。為了配合红色旅游的構想，參觀白求恩模範病室舊址並不需要購買门票；白求恩模範病室舊址以往參觀人數不多，但在2005年因「红色旅游年」的安排而吸引了更多參觀人次。2013年，白求恩国际和平医院舉行了名為「重走白求恩路」的义诊活动，其中一個站點為白求恩模範病室舊址，在此為264人提供了診治服務。